# Serishabad
Serīshābād (farsi سریش‌آباد) è una città della shahrestān di Qorveh, circoscrizione di Serishabad, nella provincia iraniana del Kurdistan. Aveva, nel 2006, 2.292 abitanti. 